# Coronophora ovipara
Coronophora ovipara är en svampart som tillhör divisionen sporsäcksvampar, och som beskrevs av Anders Munk. Coronophora ovipara ingår i släktet Coronophora, och familjen Nitschkiaceae. Arten är reproducerande i Sverige.